# Стукизъм
Стукизмът е международно направление в съвременното изкуство, основано през 1999 г. от Били Чайлдиш и Чарлс Томсън, промотиращо фигуративното изкуство като противовес на концептуалното изкуство. Началото на стукизма е във Великобритания и е представлявано от 13 художника. Впоследствие техният брой нараства и към 2011 г. броят на техните групи надминава 215 в 48 страни, в това число и в България.

## Галерия
- Били Чайлдиш 
 Църквата Св. Йоан в Чатам, масло, 2000 г.
- Чарлс Томсън 
 Жена с тюркоазено лице
- Филип Абсолон 
 Провал
- Джон Борн 
 Английска кухня
- Марк Ди 
 Виктория Бекъм: Америка не ме обича
- Джейн Кели 
 Да можеше да погубим психозата 1
- Бил Луис 
 Смехът на белите кученца